# Eduardo López Juarranz

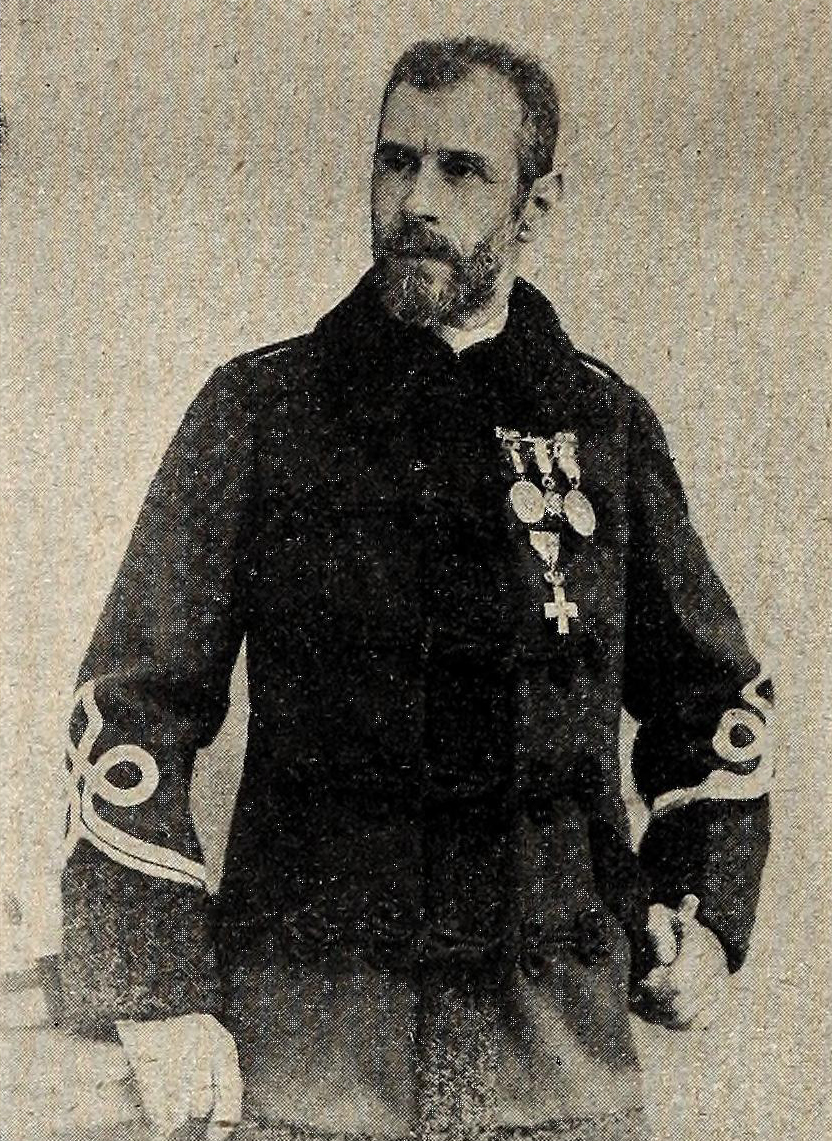
Eduardo López Juarranz

Eduardo López Juarranz (Madrid, 13 oktober 1844 – aldaar, 16 januari 1897) was een Spaans componist.

## Levensloop
Hij was dirigent van de Banda Tercer Regimiento de Ingenieros in Sevilla vanaf 1876. Deze functie bekleedde hij tot 1894. Dit regiment was van 1878 tot 1883 in Cádiz gestationeerd. Als een voorvechter van de paso-doble behoorde hij tot de componisten die ervoor zorgden dat de paso-doble in al zijn variaties op concerten kon worden uitgevoerd. Hij schreef dan ook zelf een paar werken, waarvan het bekendste La Giralda is.
In 1878 componeerde hij ¡Piedad!, waarvan in 1999 een particell gevonden werd en werd door Manuel Abollado voor banda geïnstrumenteerd. In 1883 won hij met de Banda Tercer Regimiento de Ingenieros een eerste prijs op het internationale concours te Bayonne, Frankrijk.

## Composities

### Werken voor banda (harmonieorkest)
- 1876 ¡Piedad!, marcha procesional
- Fé, Esperanza y Caridad, marcha procesional
- La Giralda, paso-doble[1]
- Pobre Carmen, marcha procesional (opgedragen aan Hermandad de los Dolores de El Viso del Alcor, Sevilla)
- Puerto Real, pasodoble
- Torre del Oro, paso-doble
- Una Lágrima, marcha procesional

- Biblioteca Nacional de España: XX1155714
- Bibliothèque nationale de France: cb13800150s (data)
- Gemeinsame Normdatei: 1057562114
- International Standard Name Identifier: 0000 0000 8099 1609
- Library of Congress Control Number: n2010066785
- MusicBrainz: 537a06b5-6919-4a1c-9f57-1295e3de0417
- Virtual International Authority File: 19863688
- WorldCat: E39PBJymwxVVRDF8Hm6t3CDQbd